# حمرية بورانية
حمرية بورانية (الاسم العلمي: Erythrina burana) هي نوع من النباتات تتبع جنس الحمرية من الفصيلة البقولية. توجد فقط في إثيوبيا.

## وصلات خارجية
- World Conservation Monitoring Centre 1998. Erythrina burana. 2006 IUCN Red List of Threatened Species. Downloaded on 19 July 2007.